# Рама, Милаим
Милаим Рама (фр. Milaim Rama; 29 февраля 1976, Витина, Югославия) — швейцарский футболист, нападающий.

## Клубная карьера
Родился в югославском городе Витина. Является косовским албанцем. Начинал заниматься футболом в команде «Беселиджия». В 1990-е годы во время гражданской войны в Югославии Рама переехал в Швейцарию. С 1997 по 2004 гг. и с 2006 по 2012 гг. нападающий выступал за клуб «Тун». Всего за команду в первенствах страны Рама провел 354 игры, в которых забил 104 гола.
В сезоне 2004/2005 играл в немецком «Аугсбурге», который в то время выступал в Регионлиге.

## Карьера в сборной
За национальную сборную Швейцарии Милаим Рама дебютировал в 2003 году Всего он провел за неё 7 игр. В 2004 году нападающий входил в заявку сборной на Чемпионате Европы в Португалии. На турнире форвард сыграл одну игру, выйдя на замену в матче против сборной Франции.